# Коваленко, Николай Иванович
Николай Иванович Коваленко (род. 1928) — советский работник строительной отрасли, бригадир слесарей-монтажников, Герой Социалистического Труда.

## Биография
Родился 2 ноября 1928 года в городе Ростов-на-Дону.
Трудовую деятельность начал в 1945 году на заводе «Красный моряк», куда пришёл после окончания Ростовского ремесленного училища морского флота № 16. С 1950 года — строитель-монтажник. В 1962 году по собственной инициативе возглавил отстающую бригаду слесарей-монтажников Второго Ростовского монтажного управления треста «Южтехмонтаж» и вывел её в число передовых. В 1965 году бригада Коваленко завоевала право именоваться коллективом коммунистического труда. Применяя передовые методы труда, постоянно совершенствуя своё мастерство, коллектив комсомольско-молодёжной бригады добивался лучших результатов не только по Ростовскому монтажному управлению № 2, но и по всему тресту «Южтехмонтаж» Минмонтажспецстроя СССР. Коллектив бригады первым в тресте в 1973 году начал работать по методу бригадного подряда.
Являясь рационализатором, Николай Иванович принимал участие в обсуждении проектов производства работ и учил этому своих подчиненных. В десятой пятилетке он подал свыше 40 рационализаторских предложений, 38 из которых были внедрены и дали экономический эффект на сумму 35,98 тысяч рублей.
За ударный труд, активное участие в общественной жизни неоднократно награждался почетными грамотами, его имя заносилось на доски почета управления, треста «Южтехмонтаж», Первомайского района Ростова-на-Дону. За успехи в десятой пятилетке коллектив бригады занесен на областную доску Почета, награждён почетной Ленинской грамотой, вымпелами, призами и дипломами районных, городских, областных партийных и советских органов. Избирался депутатом Первомайского районного совета и областного совета народных депутатов, входил в состав бюро Ростовского обкома профсоюза строителей.
После выхода на пенсию отдыхал, проживал в Ростове-на-Дону.

## Награды
- Указом Президиума Верховного Совета СССР от 19 марта 1981 года за выдающиеся успехи, достигнутые в выполнении заданий десятой пятилетки и социалистических обязательств, Коваленко Николаю Ивановичу присвоено звание Героя Социалистического Труда с вручением ордена Ленина и золотой медали «Серп и Молот».
- Также награждён орденами Октябрьской Революции (1975), Трудового Красного Знамени (1971), «Знак Почета» (1966) и медалями.
- В 2013 году Н. И Коваленко был награждён медалью ордена «За заслуги перед Ростовской областью».[3]